# Соларес, Виктор
Виктор Хуго Соларес Уртате (исп. Víctor Hugo Solares Hurtate; род. 5 февраля 1932) — гватемальский легкоатлет, выступавший в беге на средние дистанции и беге с препятствиями. Участник летних Олимпийских игр 1952 года, серебряный призёр Центральноамериканских и Карибских игр 1954 года.

## Биография
Виктор Соларес родился 5 февраля 1932 года.
В 1952 году вошёл в состав сборной Гватемалы на летних Олимпийских играх в Хельсинки. В беге на 800 метров занял в четвертьфинале последнее, 7-е место, показав результат 2 минуты 1,4 секунды и уступив 6,4 секунды попавшему в полуфинал с 3-го места Дону Макмиллану из Австралии. В беге на 3000 метров с препятствиями сошёл с дистанции в полуфинале. Также был заявлен в беге на 1500 метров, но не вышел на старт.
В 1954 году завоевал серебряную медаль Центральноамериканских и Карибских игр в Мехико в беге на 3000 метров с препятствиями.
В 1955 году участвовал в Панамериканских играх в Мехико, где занял 7-е место в беге на 3000 метров с препятствиями.